# 哈拉帕 (巴基斯坦)

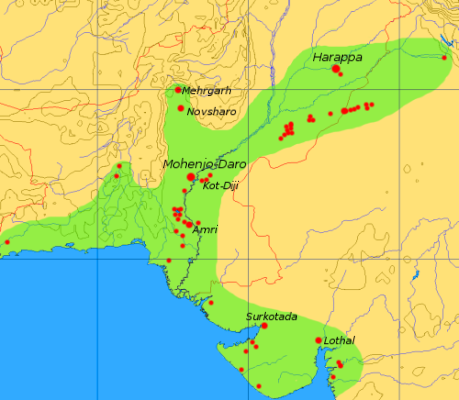
哈拉帕與其他印度河流域文明考古遺址的地理位置，可見哈拉帕位於較上游的地帶

哈拉帕（Harappa）是位於巴基斯坦旁遮普省原拉维河流域、屬於印度河流域文明的一座防御性城市遗址，位於萨希瓦尔以西约24公里處。現代哈拉帕的村落與遺址相距約6公里。
由於哈拉帕是考古學家最早發現的、屬於印度河流域文明的遺址，因此印度河流域文明又稱作哈拉帕文明。哈拉帕遺址的歷史時期大致於公元前3300-1300年。
據考古學家推算，在哈拉帕最鼎盛時期(公元前2600-1900年)，城市佔地達1.5平方公里，居民達23,500人，為當代一個大規模的城市。哈拉帕與另一城摩亨佐-達羅類似，有著劃分作市民居住的區域、平頂的磚屋和設有堡壘的行政或宗教中心。哈拉帕人並未能使用鐵器，因此他們的文化尚處於青銅時代。他們除了能冶煉銅、青銅器，亦能以棉花編織衣物、加以染色；並種植小麥、稻米和多種蔬果、馴養瘤牛等多種動物。哈拉帕人亦有不少沿著印度河的貿易路線，最遠更達波斯灣和美索不達米亞。
在英屬印度時期，由於要建造連接拉合爾和木爾坦的鐵路，不少來自遺址的磚塊被用作道碴，令哈拉帕受到嚴重的破壞。在2005年，當地更有計劃在哈拉帕建設遊樂設施，計劃在建築初期因為出土了許多考古文物才予以廢棄。遺址在考古學家艾哈邁德·哈桑·達尼向巴基斯坦文化部請求下得以修復。
印度河流域文明被認為是南亞地區最早的城市文明，文明的中心位於今巴基斯坦的信德省和旁遮普省。她有著發達的社會經濟結構，並與美索不達米亞南方的蘇美爾進行過商業貿易。此文明亦擁有以反映繁育動物為主的藝術形式。於1953年，英國學者莫蒂默·惠勒認為，約公元前1500年，雅利安人從中亞入侵印度河谷地區，引致了印度河流域文明的衰亡。然而，不少學者均漸漸質疑此說法。時至今日，許多學者認為文明是因為乾旱和對埃及、美索不達米亞的貿易減少而衰落。古代印度河文明的不少因素被後來發展的印度文化所吸收。

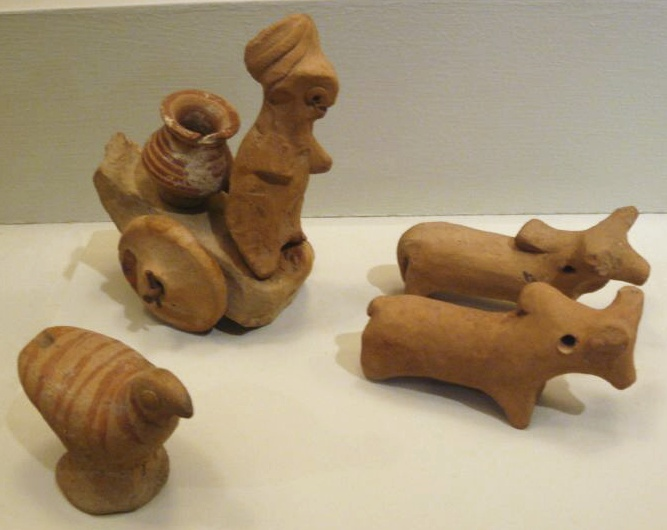
於哈拉帕出土，距今約公元前2500年的文物